# Lyle Talbot
Lyle Talbot (8 de febrero de 1902 – 2 de marzo de 1996) fue un actor teatral, cinematográfico y televisivo de nacionalidad estadounidense, conocido por su carrera en el cine entre 1931 y 1960 y su trayectoria con la pequeña pantalla a partir de los años 1950. Destaca su papel de Joe Randolph a lo largo de diez años en la sitcom de ABC The Adventures of Ozzie and Harriet. Inició su carrera en el cine con un contrato con Warner Bros. en los primeros años del cine sonoro. Actuó en más de 150 películas, primero como ídolo juvenil, después como estrella de serie B, y finalmente como actor de carácter. Fue miembro fundador del Sindicato de Actores de Cine, formando parte de su directiva. La larga carrera como actor de Talbot se relata en un libro escrito por su hija menor, la escritora del The New Yorker Margaret Talbot, y que se titula The Entertainer: Movies, Magic and My Father's Twentieth Century (Riverhead Books 2012).

## Biografía

### Inicios
Su verdadero nombre era Lisle Henderson, y nació en Pittsburgh, Pensilvania. Criado en Brainard, Nebraska  (principalmente a cargo de su abuela), Talbot se graduó en la high school en Omaha, Nebraska. Se fue de casa a los 17 años de edad, y empezó su carrera trabajando como ayudante de un mago, llegando a ser primer actor en espectáculos itinerantes representados en tiendas de campaña a lo largo del Medio Oeste de los Estados Unidos. 
Estableció durante un breve tiempo una compañía teatral propia en Memphis, Tennessee, en la cual se encontraban su padre y su madrastra, Ed y Anna Henderson. Se mudó a Hollywood en 1931, cuando la industria cinematográfica empezaba a rodar películas sonoras, y necesitaba "actores que pudieran hablar". Pasó una prueba de pantalla en Warner Bros., siendo supervisada su prueba por Darryl F. Zanuck y por el director William Wellman, que inmediatamente eligió a Talbot para actuar. De ese modo, Talbot fue contratado junto a futuras estrellas como Bette Davis y Humphrey Bogart.

### Carrera teatral y cinematográfica
Entre las actuaciones cinematográficas más destacadas de Talbot figuran las películas Tres vidas de mujer y 20.000 años en Sing Sing (ambas de 1932). En College Coach (1933) actuó junto a Pat O'Brien y Dick Powell. Trabajó con Grace Moore en Una noche de amor (1934), con Mae West en Go West, Young Man (1936), fue un gánster en Ladies They Talk About y en Heat Lightning, y un médico en Mary Stevens, M.D. y Mandalay. Volvió a actuar con Pat O'Brien en Oil for the Lamps of China (1935). 
A lo largo de su carrera pudo actuar junto a Ann Dvorak, Carole Lombard, Barbara Stanwyck, Mary Astor, Ginger Rogers, Loretta Young, Glenda Farrell, Joan Blondell y Shirley Temple, así como con Humphrey Bogart, Spencer Tracy y Tyrone Power. En total, Talbot actuó en más de 150 películas.
Al principio de su trayectoria con Warner, Talbot tomó parte de uno de los más ambiciosos y extravagantes espectáculos publicitarios de Hollywood, viajando por el país con Bette Davis, la estrella cowboy Tom Mix, el comediante Joe E. Brown, el boxeador Jack Dempsey y diferentes actores y coritas en el tren "the 42nd Street Special," que iba cubierto en plata y oro y con luces eléctricas. Con paradas en docenas de ciudades, promocionaban el nuevo musical de Busby Berkeley. 
De vuelta a Hollywood, y trabajando largas horas durante seis días a la semana, Talbot fue cofundador del Sindicato de Actores de Cine, activismo que habría tenido repercusión en su carrera. Warner Bros. Dejó de confiar en él, y Talbot rara vez volvió a tener papeles protagonistas. Por ello pasó a ser un capaz actor de carácter, especializado tanto en la interpretación de afables vecinos como de astutos malvados. Talbot encarnó a cowboys, piratas, detectives, policías, cirujanos, psiquiatras, soldados, jueces, periodistas, tenderos y boxeadores. En sus últimos años afirmaba no haber rechazado nunca los papeles que le ofrecieron, incluyendo entre ellos los tres que hizo een películas de Ed Wood, Glen o Glenda, Jail Bait y Plan 9 del espacio exterior. Talbot trabajó con Los tres chiflados en Gold Raiders, fue el primer actor en interpretar al malvado Lex Luthor en pantalla con Atom Man vs. Superman (1950), encarnó a villanos en cuatro comedias de The Bowery Boys, y fue Commissioner Gordon en el serial de 1949 serial Batman y Robin. Su última película fue Amazon Women on the Moon (1987).
Iniciada su carrera como actor teatral, posteriormente coprotagonizó en el circuito de Broadway en 1940-1941 con Separate Rooms. Volvió al teatro en los años 1960 y 1970, participando en representaciones itinerantes nacionales de The Matchmaker (de Thornton Wilder), The Best Man (de Gore Vidal), La extraña pareja y Descalzos por el parque (ambas de Neil Simon), y Never Too Late (de Arthur Sumner Long), siendo además el Capitán Brackett en una versión de 1967 de South Pacific llevada a escena en el Lincoln Center). También actuó en la pieza de Preston Jones "The Last Meeting of the Knights of the White Magnolia", en el Alley Theater de Houston y en el Chicago area Lincolnshire Theater. También trabajó en las obras de teatro que en los años 1970 se representaban durante cenas, participando en comedias ligeras en varias ciudades del Medio Oeste. A principios de 1962 Talbot dirigió y coprotagonizó con Ozzie y Harriet Nelson y con Sally Kellerman en "Marriage Go Round", obra que Talbot y los Nelson llevaron en gira a principios de los años 1970.

### Televisión
La televisión revivió la carrera de Talbot en un momento en que sus papeles en el cine menguaban. Talbot actuó con frecuencia en la televisión desde los años 1950 hasta mediados de los 1970, con algunas actuaciones ocasionales en la siguiente década. Entre 1955 y 1966 trabajó en unos setenta episodios de The Adventures of Ozzie and Harriet, encarnando a Joe Randolph. Tuvo también un papel recurrente en 1955–58, el de Paul Fonda, en numerosos episodios de The Bob Cummings Show.
En las décadas de 1950 y 1960, Talbot actuó para la televisión en todos los géneros, desde el western a la comedia y el misterio. Fue el Coronel Billings tres veces en la serie western The Adventures of Kit Carson (1951–1955), protagonizada por Bill Williams. Fue cuatro veces juez en The Cisco Kid, con Duncan Renaldo y Leo Carrillo. También fue actor invitado en la serie de Gene Autry The Range Rider, con Jock Mahoney y Dickie Jones.
Entre 1950 y 1955 actuó cinco veces en El Llanero Solitario. En 1955 fue Baylor en seis episodios de Commando Cody: Sky Marshal of the Universe. Desde 1953 a 1957 actuó en cuatro entregas de  Lux Video Theatre. En 1967 fue el Coronel Blake tres veces, en capítulos de The Beverly Hillbillies, actuando también tres veces (entre 1965 y 1971) en Green Acres.  En 1959 fue el Sheriff Clyde Chadwick en el episodio "The Sanctuary", perteneciente a Colt .45.
Otras actuaciones como artista invitado incluyen a Annie Oakley; It's a Great Life; The Public Defender; The Pride of the Family; Crossroads; Hey, Jeannie!; The George Burns and Gracie Allen Show; Broken Arrow; The Millionaire; Richard Diamond, Private Detective; Tales of Wells Fargo; Buckskin; Cimarron City; Angel; Intriga en Hawái; 77 Sunset Strip; Surfside 6; The Roaring 20s; The Restless Gun; Stagecoach West; The Red Skelton Show; The Adventures of Wild Bill Hickok; Topper; Las aventuras de Rin tin tin; Laredo; Perry Mason; The Real McCoys; Rawhide; Wagon Train; Los ángeles de Charlie; Newhart; The Dukes of Hazzard; St. Elsewhere; y Who's the Boss?.
Pasados los ochenta años de edad, actuó ocasionalmente en televisión barrando dos biografías para PBS, The Case of Dashiell Hammett y World Without Walls, ambas producidas y escritas por su hijo, Stephen Talbot. 

### Vida personal
Talbot tuvo varios breves matrimonios. Su primera esposa fue Elaine Melchoir (1930), casándose después con Marguerite Cramer (1937-40), Abigail Adams (1942) y Keven McClure (1946). En 1948 se casó por quinta vez, con la actriz y cantante Paula Epple. Ella tenía 20 años de edad, mientras que él tenía 46 y era un gran bebedor. Gracias a la influencia de Epple, Talbot dejó la bebida. La pareja tuvo cuatro hijos, y trabajaron juntos en diferentes producciones teatrales. Permanecieron unidos durante más de cuarenta años, hasta la muerte de ella en 1989. Tres de sus cuatro hijos fueron escritores o periodistas. Solo Cynthia Talbot, la hija mayor, no lo fue. Ella es médico en Portland, Oregon.
- Stephen Talbot fue reportero y productor de documentales para KQED-TV, en San Francisco, así como productor de las series de PBS Frontline y "Frontline World", además de productor ejecutivo de Sound Tracks: Music Without Borders. Fue también actor infantil en Leave it to Beaver.
- David Talbot es autor de los libros "Brothers" y "Season of the Witch", además de fundador y editor de Salon.com.
- Margaret Talbot escribió sobre su padre en el The New Yorker.[5]

Lyle Talbot falleció el 6 de marzo de 1996 en San Francisco, California, a los 94 años de edad, a causa de una insuficiencia cardiaca.

## Filmografía
- 1932 : Unholy Love
- 1932 : Love Is a Racket
- 1932 : A Stranger in Town
- 1932 : The Purchase Price
- 1932 : Miss Pinkerton
- 1932 : The Thirteenth Guest
- 1932 : Klondike
- 1932 : Big City Blues
- 1932 : Tres vidas de mujer (Three on a Match)
- 1932 : No More Orchids
- 1932 : 20.000 años en Sing Sing
- 1933 : Los gángsters del aire (Parachute Jumper)
- 1933 : Ladies They Talk About
- 1933 : La calle 42
- 1933 : Girl Missing
- 1933 : The Life of Jimmy Dolan
- 1933 : She Had to Say Yes
- 1933 : A Shriek in the Night
- 1933 : Mary Stevens, M.D.
- 1933 : College Coach
- 1933 : Havana Widows
- 1934 : Mandalay
- 1934 : Heat Lightning
- 1934 : Registered Nurse
- 1934 : Fog Over Frisco
- 1934 : Return of the Terror
- 1934 : The Dragon Murder Case
- 1934 : Una noche de amor
- 1934 : A Lost Lady
- 1934 : Murder in the Clouds
- 1934 : The Secret Bride
- 1935 : Red Hot Tires
- 1935 : While the Patient Slept
- 1935 : It Happened in New York
- 1935 : Our Little Girl
- 1935 : Chinatown Squad
- 1935 : Oil for the Lamps of China
- 1935 : Page Miss Glory
- 1935 : The Case of the Lucky Legs
- 1935 : Broadway Hostess
- 1936 : Boulder Dam
- 1936 : The Singing Kid
- 1936 : The Law in Her Hands
- 1936 : Murder by an Aristocrat
- 1936 : Trapped by Television
- 1936 : Go West, Young Man
- 1936 : Mind Your Own Business
- 1936 : Affairs of Cappy Ricks
- 1936 : What Price Vengeance?
- 1936 : Three Legionnaires
- 1936 : West Bound Limited
- 1937 : Second Honeymoon
- 1938 : Change of Heart
- 1938 : Call of the Yukon
- 1938 : One Wild Night
- 1938 : Gateway
- 1938 : The Arkansas Traveler
- 1938 : I Stand Accused
- 1939 : Forged Passport
- 1939 : They Asked for It
- 1939 : Second Fiddle
- 1939 : Torture Ship
- 1939 : Miracle on Main Street
- 1940 : He Married His Wife
- 1940 : Parole Fixer
- 1942 : She's in the Army
- 1942 : They Raid by Night
- 1942 : Mexican Spitfire's Elephant
- 1943 : Man of Courage
- 1943 : A Night for Crime
- 1943 : The Meanest Man in the World
- 1944 : Up in Arms
- 1944 : The Falcon Out West
- 1944 : Gambler's Choice
- 1944 : Are These Our Parents?
- 1944 : Sensations of 1945
- 1944 : Dixie Jamboree
- 1944 : Trail to Gunsight
- 1944 : Mystery of the River Boat
- 1944 : One Body Too Many
- 1945 : Sensation Hunters
- 1946 : Gun Town
- 1946 : Murder Is My Business
- 1946 : Song of Arizona
- 1946 : Strange Impersonation
- 1946 : Chick Carter, Detective
- 1947 : Danger Street
- 1947 : The Vigilante: Fighting Hero of the West
- 1948 : Devil's Cargo
- 1948 : The Vicious Circle
- 1948 : Joe Palooka in Winner Take All
- 1948 : Thunder in the Pines
- 1948 : Parole, Inc.
- 1948 : Appointment with Murder
- 1948 : Quick on the Trigger
- 1948 : Shep Comes Home
- 1948 : Highway 13
- 1949 : Joe Palooka in the Big Fight
- 1949 : Fighting Fools
- 1949 : The Mutineers
- 1949 : Sky Dragon
- 1949 : Batman y Robin
- 1949 : Mississippi Rhythm
- 1949 : Ringside
- 1949 : She Shoulda Said No!
- 1950 : Dick Tracy (serie TV)
- 1950 : The Daltons' Women
- 1950 : Everybody's Dancin'
- 1950 : Johnny One-Eye
- 1950 : Champagne for Caesar
- 1950 : Lucky Losers
- 1950 : Federal Man
- 1950 : Atom Man vs. Superman
- 1950 : Triple Trouble
- 1950 : Big Timber
- 1950 : Border Rangers
- 1950 : Cherokee Uprising
- 1950 : The Jackpot
- 1950 : Revenue Agent
- 1950 : The Du Pont Story
- 1950 : One Too Many
- 1950-1954 : The Cisco Kid (serie TV), 4 episodios
- 1950-1956 : El Llanero Solitario (serieTV), 5 episodios
- 1951 : Colorado Ambush
- 1951 : Blue Blood
- 1951 : Abilene Trail
- 1951 : Fingerprints Don't Lie
- 1951 : Fury of the Congo
- 1951 : Mask of the Dragon
- 1951 : Man from Sonora
- 1951 : The Scarf
- 1951 : Hurricane Island
- 1951 : Oklahoma Justice
- 1951 : Gold Raiders
- 1951 : Jungle Manhunt
- 1951 : Lawless Cowboys
- 1951 : Purple Heart Diary
- 1951 : Texas Lawmen
- 1951 : Stage to Blue River
- 1951-1956 : The Adventures of Wild Bill Hickok (serie TV), 4 episodios
- 1952 : The Old West
- 1952 : Texas City
- 1952 : With a Song in My Heart
- 1952 : Outlaw Women
- 1952 : Kansas Territory
- 1952 : African Treasure
- 1952 : Down Among the Sheltering Palms
- 1952 : Sea Tiger
- 1952 : Montana Incident
- 1952 : Untamed Women
- 1952 : Feudin' Fools
- 1952 : Desperadoes' Outpost
- 1952 : Son of Geronimo: Apache Avenger
- 1952 : Wyoming Roundup
- 1952 : The Pathfinder
- 1952-1954 : Death Valley Days (serie TV), 4 episodios
- 1953 : Star of Texas
- 1953 : White Lightning
- 1953 : Trail Blazers
- 1953 : The Roy Rogers Show (serie TV), 1 episodio
- 1953 : Glen o Glenda
- 1953 : Mesa of Lost Women
- 1953 : Clipped Wings
- 1953 : Wings of the Hawk
- 1953 : The Great Adventures of Captain Kidd
- 1953 : Tumbleweed
- 1954 : Trader Tom of the China Seas
- 1954 : Gunfighters of the Northwest
- 1954 : Jail Bait
- 1954 : The Mad Magician
- 1954 : Captain Kidd and the Slave Girl
- 1954 : The Desperado
- 1954 : Tobor the Great
- 1954 : Two Guns and a Badge
- 1954 : There's No Business Like Show Business
- 1954 : The Steel Cage
- 1954-1958 : December Bride (serie TV), 6 episodios
- 1955 : Hallmark Hall of Fame (serie TV), 1 episodio
- 1955 : Commando Cody: Sky Marshal of the Universe (serie TV), 6 episodios
- 1955 : Jail Busters
- 1955 : Sudden Danger
- 1955-1959 : The Bob Cummings Show (serie TV), 22 episodios
- 1956 : Navy Log (serie TV), 1 episodio
- 1956 : The Millionaire (serie TV), 1 episodio
- 1956 : Calling Homicide
- 1956 : The Great Man
- 1956-1966 : The Adventures of Ozzie and Harriet (serie TV), 71 episodios
- 1957 : Science Fiction Theatre (serie TV), 1 episodio
- 1957 : Tales of Wells Fargo (serie TV), 1 episodio
- 1957 : God Is My Partner
- 1958 : M Squad (serie TV), 1 episodio
- 1958 : The Notorious Mr. Monks
- 1958 : Leave It to Beaver (serie TV), 2 episodios
- 1958 : High School Confidential
- 1958 : The Hot Angel
- 1958-1959 : The Restless Gun (serie TV), 2 episodios
- 1959 : City of Fear
- 1959 : Plan 9 del espacio exterior
- 1959 : The Ann Sothern Show (serie TV), 1 episodio
- 1960 : Sunrise at Campobello
- 1960 : Surfside 6 (serie TV), 1 episodio
- 1960 : Intriga en Hawái (serie TV), 1 episodio
- 1960 : The DuPont Show with June Allyson (serie TV), 1 episodio
- 1960 : Richard Diamond, Private Detective (serie TV), 1 episodio
- 1961 : Mister Ed (serie TV), 1 episodio
- 1961 : Lawman (serie TV), 1 episodio
- 1962 : The Danny Thomas Show (serie TV), 1 episodio
- 1962 : Dennis the Menace (serie TV), 1 episodio
- 1962-1967 : The Beverly Hillbillies (serie TV), 4 episodios
- 1963 : Arrest and Trial (serie TV), 1 episodio
- 1963 : The Lucy Show (serie TV), 2 episodios
- 1964 : 77 Sunset Strip (serie TV), 1 episodio
- 1964 : Petticoat Junction (serie TV), 1 episodio
- 1965 : Run for Your Life (serie TV), 1 episodio
- 1965 : The Smothers Brothers Show (serie TV), 1 episodio
- 1965-1966 : Laredo (serie TV), 2 episodios
- 1968 : Dragnet (serie TV), 1 episodio
- 1969 : Green Acres

(serie TV), 1 episodio
- 1970 : Here's Lucy (serie TV), 2 episodios
- 1972 : O'Hara, U.S. Treasury (serie TV), 1 episodio
- 1973 : Adam-12 (serie TV), 1 episodio
- 1979 : Los ángeles de Charlie (serie TV), 1 episodio
- 1984 : Los Dukes de Hazzard (serie TV), 1 episodio
- 1984 : St. Elsewhere (serie TV), 1 episodio
- 1985 : 227 (serie TV), 1 episodio
- 1986 : El nuevo Alfred Hitchcock presenta (serie TV), 1 episodio
- 1986 : Who's the Boss? (serie TV), 1 episodio
- 1987 : Newhart (serie TV), 1 episodio
- 1987 : Amazon Women on the Moon